# Copiopteryx
Copiopteryx is een geslacht van vlinders uit de onderfamilie Arsenurinae van de familie van de nachtpauwogen (Saturniidae). De wetenschappelijke naam van het geslacht is voor het eerst geldig gepubliceerd in 1841 door James Duncan & John Obadiah Westwood.

## Soorten
- Copiopteryx andensis
- Copiopteryx banghaasi
- Copiopteryx cleopatra
- Copiopteryx derceto
- Copiopteryx imperialis
- Copiopteryx inversa
- Copiopteryx jehovah
- Copiopteryx montei
- Copiopteryx semiramis
- Copiopteryx sonthonnaxi
- Copiopteryx steindachneri
- Copiopteryx virgo